# Гірський корпус (Румунія)
Гірський корпус (Румунія) (рум. Corpul Vânătorilor de munte) або гірські мисливці (рум. Vânători de munte) — військове з'єднання, гірський корпус румунської армії.

## Історія формування
Незважаючи на кілька ініціатив, починаючи з 1889 року, перші гірські війська в Румунському королівстві були сформовані за часи Першої світової війни. 3 листопада 1916 року було створено 1-й гірський корпус, відкривши дуже важливу главу історії цієї елітної гілки. Військова школа катання на лижах була перетворена на «корпус гірських мисливців» (Corpul Vânătorilor de Munte). Він був організований у складі трьох батальйонів, кожен з трьома ротами. У січні 1917 року корпус був реорганізований у батальйон гірських мисливців (Batalionul vânătorilor de munte). Він складався з 5 піхотних і 2 кулеметних рот та бездротового телеграфного підрозділу. Кожна рота взяла прізвисько: 1-ша отримала назву «Тигри», 2-га — «Соколи», 3-тя — «Гайдуки», 4-та — «Леви» та 5-та — «Пандури», тоді як 1-ша та 2-га кулеметні роти отримали прізвисько «Смеї» та «Балаури» відповідно. Ця традиція зберігалася до Другої світової війни.
У третій битві при Ойтузі гірський батальйон вперше вступив у бій, де між 20 та 26 серпня 1917 року румунські гірські стрільці билися проти вюртемберзького гірського батальйону німецького Альпійського корпусу і перемогли. Зрештою, німці вдалося опанувати дві вершини, де оборону тримали румунські вояки, але вони не змогли прорвати румунські лінії оборони. 30 жовтня 1917 року батальйон був перетворений на полк, а принц Кароль був названий його почесним командиром. З березня 1919 року полк брав участь в угорсько-румунській війні.
У 1923 році були сформовані перші два гірські дивізії: 1-ша дивізія у Брашові та 2-га в Бистриці. Також були закладені основи навчання, правил та принципів ведення бойових дій у горах.
Румунські гірські стрільці брали найактивнішу участь у Другій світовій війні. Билися на Східному фронті в деяких найсуворіших битвах — включаючи облоги Севастополя та Сталінграда — де їхня звитяга додалася до їх репутації: практично всі їх командири від командира бригади та вище, отримали Лицарський хрест залізного хреста. А генерал Міхай Ласкер став першим іноземцем, удостоєним Лицарського хреста Залізного хреста з дубовим листям. Найбільшим єдиним досягненням румунських гірських військ стало взяття Нальчика 2 листопада 1942 року, найвіддаленішої точки просування нацистської Німеччини в її наступі на Кавказі. За цю перемогу румунський бригадний генерал Іоан Думітраче, що захопив у полон 3000 радянських полонених, був удостоєний Лицарського хреста Залізного хреста.
Після перевороту 23 серпня 1944 року, формування гірського корпусу воювали на радянському боці, зокрема в горах Татри.
Після закінчення війни одним із перших заходів, вжитих Радами в окупованій Румунії, стало розформування її гірських військ. Незабаром після того, як радянські окупаційні війська залишили Румунію в 1958 році, гірські мисливці знову були розгорнуті як окремий рід військ Сухопутних військ Соціалістичної Румунії.